# Megila
Megila (hebrejsko מגילה, M'gilla, slovensko Zvitek) je talmudska razprava v drugem delu (redu) Mišne z naslovom Moed (Prazniki). Obravnava predvsem pravila za javno branje Esterine knjige (M'gila Ester) in praznik Purim.
Razprava ima štiri poglavja s 35 mišnami.

## Naslovi poglavij
1. מְגִלָּה נִקְרֵאת  (Izguba se imenuje, enajst mišen). Prvo poglavje se ukvarja predvsem z branjem Esterine knjige. Druga polovica je zbirka mišen z različno tematiko.
2. הַקּוֹרֵא לְמַפְרֵעַ (Bralec je bralec, šest mišen). Drugo poglavje se ukvarja s predpisi o branju Megile.
3. בְּנֵי הָעִיר (Mestni otroci, šest mišen). Tretje poglavje se ukvarja s svetostjo in zakonitostjo prodaje sinagoge in zakoni branja Tore.
4. הַקּוֹרֵא עוֹמֵד (Bralec stoji, deset mišen). Četrto poglavje obravnava predpise za branje Tore, študij Tore in javne službe.

## Sklic
1. ↑  Eugen Weber: Talmud, Otokar Keršovani-Rijeka, Reka 1982, str. 55.